# Krzysztof Szatrawski
Krzysztof Dariusz Szatrawski (* 1. September 1961 in Kętrzyn) ist ein polnischer Dichter, Schriftsteller, Musikwissenschaftler und Kulturphilosoph.

## Leben
Krzysztof Szatrawski ist Professor an der Universität Ermland-Masuren in Olsztyn. Er kombiniert ästhetische und philosophische Erforschung der menschlichen Verfassung und konzentriert sich dabei auf Kultur-, Musik- und Literaturdisziplinen, die sowohl theoretische als auch historische Perspektiven umfassen. Er ist Autor von neun Gedichtbänden, zwei Prosabüchern, über 100 Forschungsstudien in den Bereichen Musikwissenschaft, Literaturwissenschaft, Geschichte und Kulturtheorie sowie mehr als tausend populären Artikeln, Musik-, Theater- und Literaturrezensionen. Er ist Präsident des Polnischen Schriftstellerverbandes – Bezirk Olsztyn und Mitglied zahlreicher kultureller und wissenschaftlicher Organisationen. Er ist außerdem Übersetzer von Lyrik und Prosa aus dem Englischen: Walt Whitman, T. S. Eliot, W. H. Auden, Allen Ginsberg, Charles Bukowski, aus dem Deutschen: Arno Holz, Johannes Bobrowski, aus dem Russischen: Maximilian Voloshin, Boris Slutski und einer Reihe zeitgenössischer Dichter. In Polen ist er auch für sein Engagement für die Poesieförderung von Arno Holz bekannt. Im Jahr 2013 veröffentlichte er anlässlich des 150. Geburtstags von Arno Holz eine vollständige Übersetzung der Phantasus-Ausgabe 1898/99. Im selben Jahr erschien das Buch Arno Holz und sein Werk. Zum 150. Geburtstag des Dichters – Materialien zum historisch-literarischen Symposium in Kętrzyn, 26.–27. April 2013 mit den Co-Autoren Zbigniew Chojnowski, Dietmar Pertsch und Jens Stüben. 2017 veröffentlichte er die Übersetzung von Holz‘ Buch „Neun Liebesgedichte / Dziewięć wierszy miłosnych“ aus dem Jahr 1924 in einer zweisprachigen kritischen Ausgabe.
Gedichte von Krzysztof Szatrawski wurden auch als Liedtexte in zahlreichen Musikwerken und im Kino verwendet. Sechs Lieder nach Gedichten von K. D. Szatrawski ist ein Zyklus für Sopran und Orchester von Katarzyna Brochocka, erschienen bei Universal Edition.

## Preise und Auszeichnungen
Krzysztof D. Szatrawski erhielt zahlreiche Auszeichnungen, darunter die Medaille „Für Verdienste um die polnische Kultur“, den Internationalen Woloschin-Preis „Für seinen Beitrag zur Kultur“, die Evgeny-Samyatin-Medaille und den Titel eines Ehrenbürgers seiner Heimatstadt Kętrzyn. Im Jahr 2022 wurde er vom Kulturminister mit der „Gloria Artis“-Medaille für seinen Beitrag zur Kultur geehrt.